# Rossetto

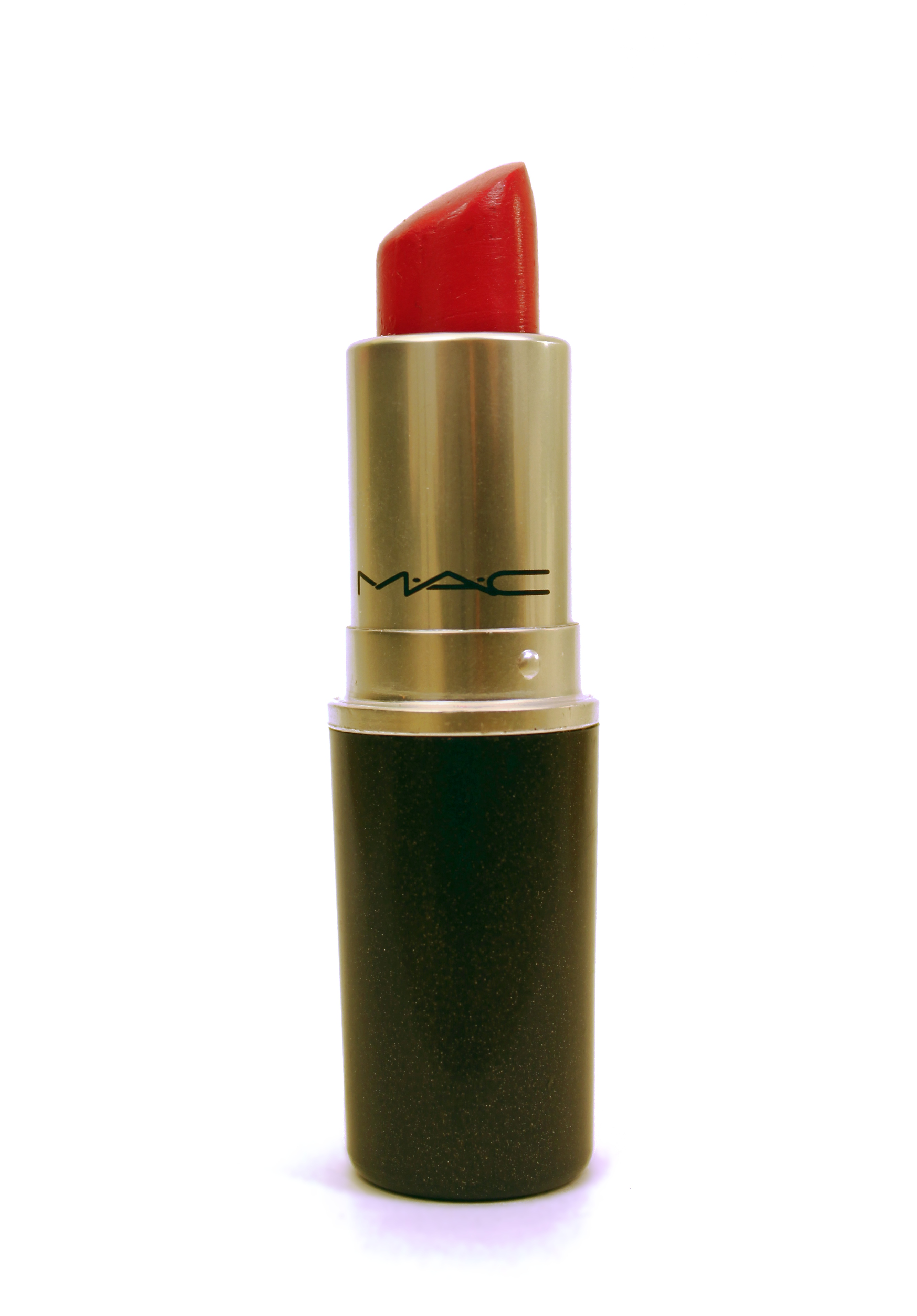
Rossetto

Il rossetto è un cosmetico contenente pigmenti, oli, cera ed emollienti, utilizzato per applicare colore alle labbra. Esistono diverse varietà di rossetti.

## Storia
Il rossetto è conosciuto per essere stato usato già 5000 anni fa nell'antica civiltà della Mesopotamia, nella forma di gioielli semi-preziosi, sbriciolati ed applicati sulle labbra ed occasionalmente intorno agli occhi. Anche le donne nella civiltà della valle dell'Indo usavano abbellirsi colorandosi le labbra. Gli antichi egizi avevano una loro particolare composizione di rossetto e Cleopatra utilizzava un rossetto ricavato dai pigmenti dei coleotteri e delle formiche.
Il rossetto cominciò ad acquisire popolarità nel sedicesimo secolo durante il regno di Elisabetta I d'Inghilterra. All'epoca veniva ricavato dalla cera d'api.
Durante la seconda guerra mondiale, il rossetto diventò particolarmente celebre, in seguito al suo largo utilizzo nell'industria cinematografica, ed il suo utilizzo si diffuse largamente.
Come quasi tutti i tipi di cosmetici, il rossetto è tipicamente, ma non esclusivamente, utilizzato dalle donne. Normalmente le sue prime applicazione avvengono quando una donna raggiunge l'adolescenza o l'età adulta. Il rossetto maschile è prevalentemente utilizzato in teatro ed è talvolta chiamato manstick.
Un'altra forma di colorazione per le labbra, una formula liquida semi-permanente priva di cera, è stata inventata negli anni novanta, dalla Lip-Ink International. Altre compagnie imitarono l'idea, immettendo nel mercato le loro versioni del "lip stain" o "liquid lip color".

## Piombo nei rossetti
Uno studio della Campaign For Safe Cosmetics, associazione dei consumatori statunitense, nell'ottobre 2007 ha trovato nel 60% dei 33 rossetti testati, considerevoli percentuali di piombo.
Il livello di piombo variava da 0.03 a 0.65 parti per milione. Un terzo dei rossetti contenevano piombo superiore al limite del 0.1 ppm stabilito dalla U.S. Food and Drug Administration per il livello consentito nei dolciumi.
Un successivo controllo della FDA su 400 rossetti commercializzati negli USA, ha confermato la presenza di tracce di piombo, ma entro la soglia ritenuta sicura dall'FDA per i coloranti cosmetici (20 ppm). Dalla FDA non viene considerato scientificamente valido utilizzare la soglia di 0,1 ppm fissata per i dolciumi, prodotti destinati all'ingestione, anche per i rossetti, destinati all'applicazione topica e che possono essere ingeriti solo in quantità molto inferiori a quelle dei dolciumi. Le tracce di piombo individuate nei rossetti dall'indagine condotta dalla FDA non sono ritenute un rischio per la salute.
Il piombo è un contaminante molto comune presente in tracce all'interno di molti pigmenti e filtri solari, cosiddetti minerali: ossido di zinco, biossido di titanio, ossidi di ferro ecc. La sua presenza nel cosmetico è regolata, come quella di altri metalli pesanti, in USA, UE, Canada e Giappone.